# Barbara Piecha
Barbara Piecha-Gawior (* 4. März 1949 in Katowice, Polen) ist eine ehemalige polnische Rennrodlerin.
Barbara Piecha wurde bei den Weltmeisterschaften 1970 auf der Bahn in Königssee vor den bundesdeutschen Starterinnen Christa Schmuck und Elisabeth Demleitner Weltmeisterin. Im Jahr darauf wurde sie sowohl bei der WM in Olang hinter Demleitner und Erika Lechner wie auch bei der EM in Imst hinter Lechner und Angela Knösel Dritte. Die Athletin vom GKS Katowice nahm zweimal an Olympischen Winterspielen teil. 1972 in Sapporo belegte sie den neunten Rang, 1976 in Innsbruck wurde die Polin 13.

## Anmerkung
1. ↑  Die Angaben zum Geburtsjahr divergieren in verschiedenen Quellen. Bei Sports-Reference wird 1948 angegeben, auf der Seite des Polnischen Olympischen Komitees 1949, im Buch Die Stars des Sports 1950

| Personendaten    | Personendaten                               |
| ---------------- | ------------------------------------------- |
| NAME             | Piecha, Barbara                             |
| ALTERNATIVNAMEN  | Piecha-Gawior, Barbara (vollständiger Name) |
| KURZBESCHREIBUNG | polnische Rennrodlerin                      |
| GEBURTSDATUM     | 4. März 1949                                |
| GEBURTSORT       | Katowice, Polen                             |